# Navalpino
Navalpino er en by og kommune i det sydlige centrale Spanien i provinsen Ciudad Real. Den har et indbyggertal på 195 (2024) indbyggere.